# Parnaíba
Parnaíba es un municipio de Brasil del estado de Piauí. Con una población de 150.000 habitantes aproximadamente. Se sitúa en el delta del río Parnaíba. La ciudad cuenta con una buena estructura hotelera y un aeropuerto internacional.
Es la segunda ciudad más poblada del estado, Parnaíba destaca por sus bellos paisajes, caracterizados por sus palmas y por la intensa actividad comercial e industrial.

## Ubicación
La localidad de Parnaíba se ubica en la microrregión del Litoral de Piauiense. Dentro de esta zona se localiza al margen del río Igaraçu, que en realidad es un brazo meridional del río Parnaíba. Por otra parte se distancia unos 366 km de la ciudad de Teresina, capital del estado.

## Historia
En 1669, la región comprendida entre el río Igaraçu  y la sierra de Ibiapaba, estaba habitada por indígenas, fue descubierta por Leornado de Sá y sus compañeros de expedición. Por este acontecimiento, obtendrán una sesmaría, a orillas del río.
En el año 1758, llegó a Piauí el portugués Domingos Dias da Silva, proveniente de Rio Grande do Sul, trayendo consigo una gran fortuna en oro y plata para establecerse en el aquel lugar, al lado izquierdo del río Igaraçu, donde fundó seis saladeros. En poco tiempo, llegó a ser un rico hacendado, labrador con gran número de esclavos y un comerciantes de renombre.
Fue pionero, en la región, en el comercio, industria y agricultura. En naves de su propiedad exportaba charqui a Portugal y al sur de Brasil. Domingos Dias da Silva construyó un gran edificio conocida como la "Casa Grande de Parnaíba", que atrajo a sus proximidades otras construcciones, dando origen a la actual ciudad de Parnaíba.
El 14 de agosto de 1844, Parnaíba fue elevada a la categoría de ciudad. La elección de este nombre se debe en virtud a la importancia del río con el mismo nombre.

## Economía
La principal actividad económica de Parnaíba es la producción y exportación de cera de copernicia, aceite de palma de babasú, grasa de coco, hojas de  jaborandi, castaña de cajú, algodón y cuero. En el municipio también dispone de industrias de productos alimenticios y de perfumería.

## Universidades
- Universidade Federal do Piauí
- Universidad Estatal de Piauí
- Facultad de Piauiense
- Facultad  de Teología de Brasil
- Instituto Nacional de Teología Aplicada
- Facultad de Enfermería y odontología
- Academia de Policía Militar
- Facultad de Derecho